# Trypopremnon
Trypopremnon är ett släkte av skalbaggar. Trypopremnon ingår i familjen vivlar.
Kladogram enligt Catalogue of Life:
| Trypopremnon | \| \| Trypopremnon latithorax \| \| \| \| \| \| Trypopremnon sanfordi \| \| \| \| |
|              | \| \| Trypopremnon latithorax \| \| \| \| \| \| Trypopremnon sanfordi \| \| \| \| |
|              | Trypopremnon latithorax                                                           |
|              |                                                                                   |
|              | Trypopremnon sanfordi                                                             |
|              |                                                                                   |